# Moderlandsmonumentet

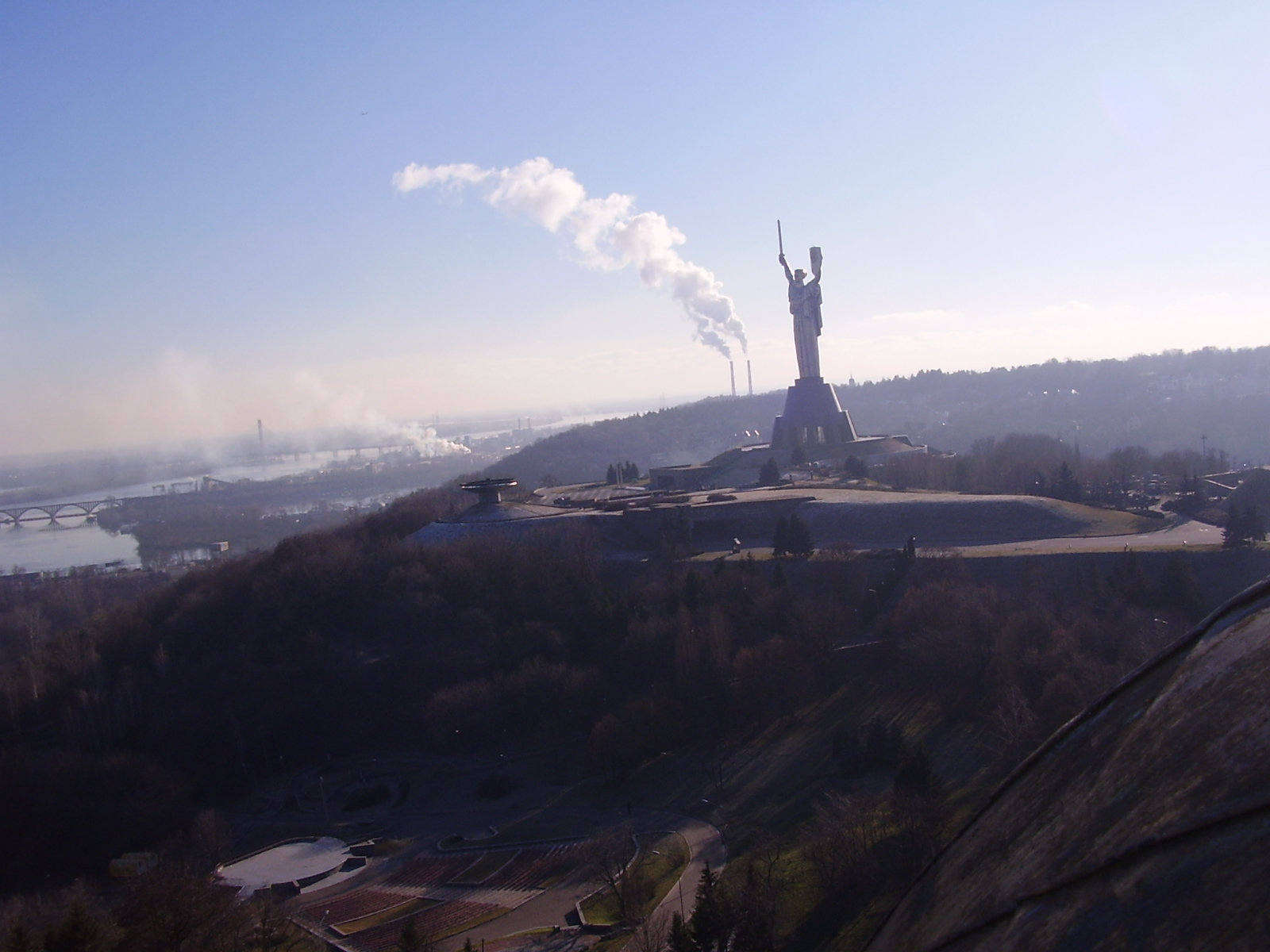
Moderlandsmonumentet på håll

Moderlandsmonumentet eller Moder Ukraina (ukrainska: Україна-Мати Ukrajina-Maty, tidigare Батьківщина-Мати Batkivsjtjyna-Maty) är en 102 meter hög staty av stål i Ukrainas huvudstad Kiev.
Statyn är totalt 102 meter hög och enbart "modern" är 62 meter hög upp till svärdsspetsen. Den uppfördes år 1981 för att hedra de som stupade i andra världskriget. Den väger 450 ton och enbart svärdet väger nio ton. 
Moderlandsmonumentet är en del av ett museumskomplex där det även finns en gränd som är dedikerad till alla människor som kämpade under andra världskriget och ett museum med mer än 15 000 föremål, inklusive officiella handlingar, personliga tillhörigheter från soldaterna, deras vapen och fotografier, utmärkelser, fragment av militärkorrespondens och personliga dagböcker.
Statyn var 2015-2023 hotad av nedmontering sedan Ukrainas parlament antagit lagar som förbjuder kommunistisk ikonografi i offentliga miljöer. Statyns sköld pryddes tidigare av Sovjetunionens statsvapen. I augusti 2023 togs det sovjetiska statsvapnet ner och ersattes av Ukrainas riksvapen.